# Districte de Mergui
El districte de Myeik o districte de Mergui és una divisió administrativa de Birmània, al sud del país a la divisió de Tenasserim o Taninthayi. La muntanya Myinmoletkat (2.108 metres) marca el límit nord amb el districte de Tavoy, mentre al sud el límit ve definit pel riu Pakchan i l'istme de Kra. L'arxipèlag de Mergui en forma part entre l'illa Tavoy i les illes Aladdin. Té frontera a l'est amb Tailàndia en un punt on el golf de Siam queda a només uns 15 km. La capital és Mergui (Myeik) i està format administrativament per quatre townships:
- Myeik
- Kiyttsu
- Palaw
- Taninthayi

Els rius principals són el Gran Tenasserim, el Petit Tenasserim (afluent de l'anterior), el Lenya i el Pakchan.

## Història
Birmània i Siam es van disputar la zona durant segles i se sap que va canviar alguna vegada de mans. Una inscripció trobada prop de la pagoda Shinkodaw a uns 15 km de Mergui, datada el 1269, deixa constància d'una donació a la pagoda feta per Nga Pon, l'usurer reial de Tayokpyemin ("El rei que va fugir dels xinesos"), que regnava a Pagan del 1248 al 1285.
En general però fins al segle xviii va formar una província siamesa. La capital estava a Tenasserim que probablement és la ciutat esmentada com Tun Sur en els annals xinesos de la dinastia Liang (502-556) que l'assenyalña com a final de ruta al costat oest de la península Malaya. Durant segles fou la porta d'accés a les regions orientals d'Àsia des de l'Índia i el golf Pèrsic. Al començament del segle xv el port fou visitat pel venecià Nicolo de Conti i en endavant no deixa de ser esmentat per viatgers i mercaders. Abd al-Razzak de Samarcanda inclou als habitants de Tenasserim entre els que comerciaven a Ormuz el 1442. A l'inici del segle xvi Tristan de Cunha descriu el port com el primer mercat d'espècies a l'Índia, i Duarte Barbosa diu que els seus vaixells es podien veire al cap Guardafui. Cesare de Federici la descriu com el port d'Ayuthia (la capital de Siam) el 1568.
Siam fou envaïda pels birmans diverses vegades sota Bayin Naung, primer com a general i després com a rei, entre 1548 i 1569, i en aquest darrer any la capital Ayuthia fou saquejada. Cesare de Federici informa que Tenasserim va passar al regne de Pegu. El 1587 Yuva Raja, fill de Bayin Naung, va voler imitar al seu però el seu exèrcit fou destruït i una segona expedició va acabar també en desastre el 1593; el regne de Pegu es va fragmentar poc després i Siam va dominar Tenasserim en pau durant 150 anys fins al regnat d'Alaungpaya.
El 1683 el rei de Siam va nomenar a Richard Burneby, un ex oficial de la Companyia de les Índies Orientals (East India Company) com a governador de Mergui, i a Samuel White com a shahbandar (oficial del port) de Mergui i Tenasserim. Un bon nombre de comerciants anglesos foren atrets al pot i hi havia també establiments francesos, holandesos i portuguesos. La East India Company va reclamar el monopoli de tot el comerç anglès a Orient i el consell de Madras va determinar eliminar els competidors. Al mateix temps la cort anglesa veia amb inquietud la creixent influència francesa a la cort de Siam i el 1687 Anglaterra va declarar la guerra a Siam i va reclamar una compensació per certes injúries als comerciants anglesos i perjudicis al comerç i van exigir a Burneby i White d'enviar a tots als anglesos de Mergui a bord d'una fragata; finalment es va establir una treva de sis anys. Iniciada aquesta els siamesos, sota la direcció de White, van reforçar les defenses i van bloquejar el riu amb estaques. El comandant del vaixell anglès Curtana, va intentar eliminar les estaques i això va provocar una reacció siamesa amb matança de tots els anglesos de Mergui (només tres van sobreviure, d'un total de 60); els francesos, que instigaven als siamesos, van esdevenir el primer poder a Mergui i van fortificar la ciutat i Chevalier de Beauregard en fou nomenat governador pel rei. Però el 1688 hi va haver una revolució de palau a Ayuthia i els francesos foren expulsats. Durant els següents 70 anys les guerres civils van deteriorar el comerç de Mergui al que va ajudar també la presència de pirates de diverses nacionalitats.
El 1757 Alaungpaya ja era totpoderós a Birmània i va fundar Rangoon. Al final del 1759 va envair Siam via Mergui i Tenasserim que foren ocupades sense resistència. Els birmans van arribar davant Ayuthia i la van assetjar però el setge fou finalment abandonat quan Alaungpaya es va posar malalt; el rei va morir durant la tornada. El 1775 un altre exèrcit fou enviat pel seu fill Sinbyushin, dirigit pel general Maha Thihathura, i després d'un setge de 15 mesos, Ayuthia fou destruïda. Els siamesos van fundar aleshores una nova capital, Bangkok. Tavoy i Mergui van romandre en mans dels birmans.
El 1786 Siam fou envaït per Bodawpaya, ara sense èxit i el 1792 el poble de Tavoy es va revoltar i va entregar la ciutat als siamesos. Però les forces birmanes del regne d'Ava aviat la van recuperar mentre a Mergui el governador local va resistir els atacs siamesos fins que va arribar l'exèrcit de socors. Una revolta a la mateixa zona fou aplanada el 1808.
El 1824 es va iniciar la primera Guerra Anglo-birmana. L'octubre de 1824 el creuer Mercury de la Companyia Britànica de les Índies Orientals, manat pel tinent coronel Miles, amb 370 homes del regiment 89, i va ocupar la fortalesa amb pèrdua de només sis homes (24 ferits incloent 2 oficials); el 1825 els siamesos van contraatacar i van assolar Tenasserim però foren rebutjats. El final de la guerra va portar a l'annexió pels britànics de les províncies d'Arakan i Tenasserim (1826). En endavant la regió va gaudir de tranquil·litat. Formà aleshores un districte dins la divisió de Tenasserim amb una superfície de 25.377 km² i una població de:
- 1872: 47.192
- 1881: 56.559
- 1891: 71.748
- 1901: 88.744

Administrativament el districte estava organitzat en dos subdivisions i cinc townships (amb 128 pobles amb caps):
- Mergui
  - Mergui
  - Palaw
  - Tenasserim
  - Bokpyin
- Victoria Point
  - Maliwun

El township de Mergui el formaven la quasi totalitat de les illes de l'arxipèlag de Mergui i un petit territori continental a l'entorn de la ciutat amb un total de 4.867 km². Els rius Gran Tenasserim i Lenya desaigüen en aquest township. La població era el 1901 de 43.070 habitants i hi havia 152 pobles i llogarets; el 90% eren birmans i parlaven birmà però a la ciutat mateixa i havia una forta minoria karen i xinesa. A les illes viuen també molts salons o mongkes (mawkens). La pesca era i és la principal ocupació.
El 1942 el districte fou ocupat pels japonesos i el 1948 hi va començar a operar el Partit Comunista de Birmània.

## Pagodes
- Pagoda de Legyunsimi a Mergui, construïda el 1785
- Pagoda Zedawun, que se suposa datada el 1208, a uns 15 km del riu Tenasserim